# Puchar Świata FIA w rajdach terenowych

Puchar Świata FIA w rajdach terenowych (ang. World Cup for Cross-Country Rallies) – coroczne, samochodowe mistrzostwa FIA Cross-Country, które mają na celu wyłonienienie najlepszego kierowcy samochodowego w rajdach terenowych. 
Od 1 stycznia 2011 Międzynarodowy Puchar Rajdów Terenowych Baja FIA oraz Puchar Świata FIA w rajdach terenowych zostały połączone w jedno trofeum pn. "Puchar Świata FIA w rajdach terenowych". Jednocześnie rajdy baja otrzymały mnożnik używany w końcowej punktacji do klasyfikacji pucharu w wysokości 1 a rajdy cross-country mnożnik 2. Ponadto na zdobywcę Pucharu Świata nałożono wymóg zwycięstwa w co najmniej jednym rajdzie baja i jednym cross-country. Ustalona została również punktacja za zajęcie poszczególnych miejsc:
| Miejsce | w klas. generalnej | w klas. grupowej | w klas. drużynowej |
| ------- | ------------------ | ---------------- | ------------------ |
| 1       | 25 pkt.            | 10 pkt.          | 10 pkt.            |
| 2       | 18 pkt.            | 6 pkt.           | 6 pkt.             |
| 3       | 15 pkt.            | 2 pkt.           | 2 pkt.             |
| 4       | 12 pkt.            |                  |                    |
| 5       | 10 pkt.            |                  |                    |
| 6       | 8 pkt.             |                  |                    |
| 7       | 6 pkt.             |                  |                    |
| 8       | 4 pkt.             |                  |                    |
| 9       | 2 pkt.             |                  |                    |
| 10      | 1 pkt.             |                  |                    |

Od 1 stycznia 2012 w celu zaliczenia zdobytych punktów do klasyfikacji końcowej, od kierowców i zespołów wymagane jest uczestnictwo w co najmniej jednym rajdzie baja i jednym cross-country na przestrzeni danego sezonu. 

## Zwycięzcy poszczególnych edycji
| Sezon |                      |                      |                      |
| ----- | -------------------- | -------------------- | -------------------- |
| 1990  | bd.                  | bd.                  | bd.                  |
| 1991  | bd.                  | bd.                  | bd.                  |
| 1992  | bd.                  | bd.                  | bd.                  |
| 1993  | Pierre Lartigue      | bd.                  | bd.                  |
| 1994  | Didier Auriol        | bd.                  | bd.                  |
| 1995  | Pierre Lartigue      | bd.                  | bd.                  |
| 1996  | bd.                  | bd.                  | bd.                  |
| 1997  | Ari Vatanen          | bd.                  | bd.                  |
| 1998  | Jean-Louis Schlesser | bd.                  | bd.                  |
| 1999  | Jean-Louis Schlesser | bd.                  | bd.                  |
| 2000  | Jean-Louis Schlesser | bd.                  | bd.                  |
| 2001  | Jean-Louis Schlesser | bd.                  | bd.                  |
| 2002  | Jean-Louis Schlesser | bd.                  | bd.                  |
| 2003  | Carlos Sousa         | Jean-Louis Schlesser | Jean-Pierre Strugo   |
| 2004  | Khalifa Al-Mutaiwei  | Stephane Peterhansel | Carlos Sousa         |
| 2005  | Bruno Saby           | Stephane Peterhansel | Ronan Chabot         |
| 2006  | Sergiej Szmakow      | Giniel de Villiers   | Luc Alphand          |
| 2007  | Carlos Sainz         | Giniel de Villiers   | Luc Alphand          |
| 2008  | Nasir al-Atijja      | Krzysztof Hołowczyc  | Luc Alphand          |
| 2009  | Guerlain Chicherit   | Orlando Terranova    | Yahya Al-Helei       |
| 2010  | Leonid Nowicki       |                      |                      |
| 2011  | Leonid Nowicki       | Jean-Louis Schlesser | Boris Gadasin        |
| 2012  | Khalifa Al-Mutaiwei  | Miroslav Zapletal    | Jean-Louis Schlesser |
| 2013  | Krzysztof Hołowczyc  | Jean-Louis Schlesser | Nani Roma            |
| 2014  | Vladimir Vasilyev    | Nasser Al-Attiyah    | Yazeed Al-Rajhi      |
| 2015  | Nasser Al-Attiyah    | Vladimir Vasilyev    | Reinaldo Varela      |
| 2016  | Nasser Al-Attiyah    | Vladimir Vasilyev    | Yazeed Al-Rajhi      |
| 2017  | Nasser Al-Attiyah    | Jakub Przygoński     | Aron Domżała         |
| 2018  | Jakub Przygoński     | Martin Prokop        | Vladimir Vasilyev    |